# Eliʿezer Sandberg

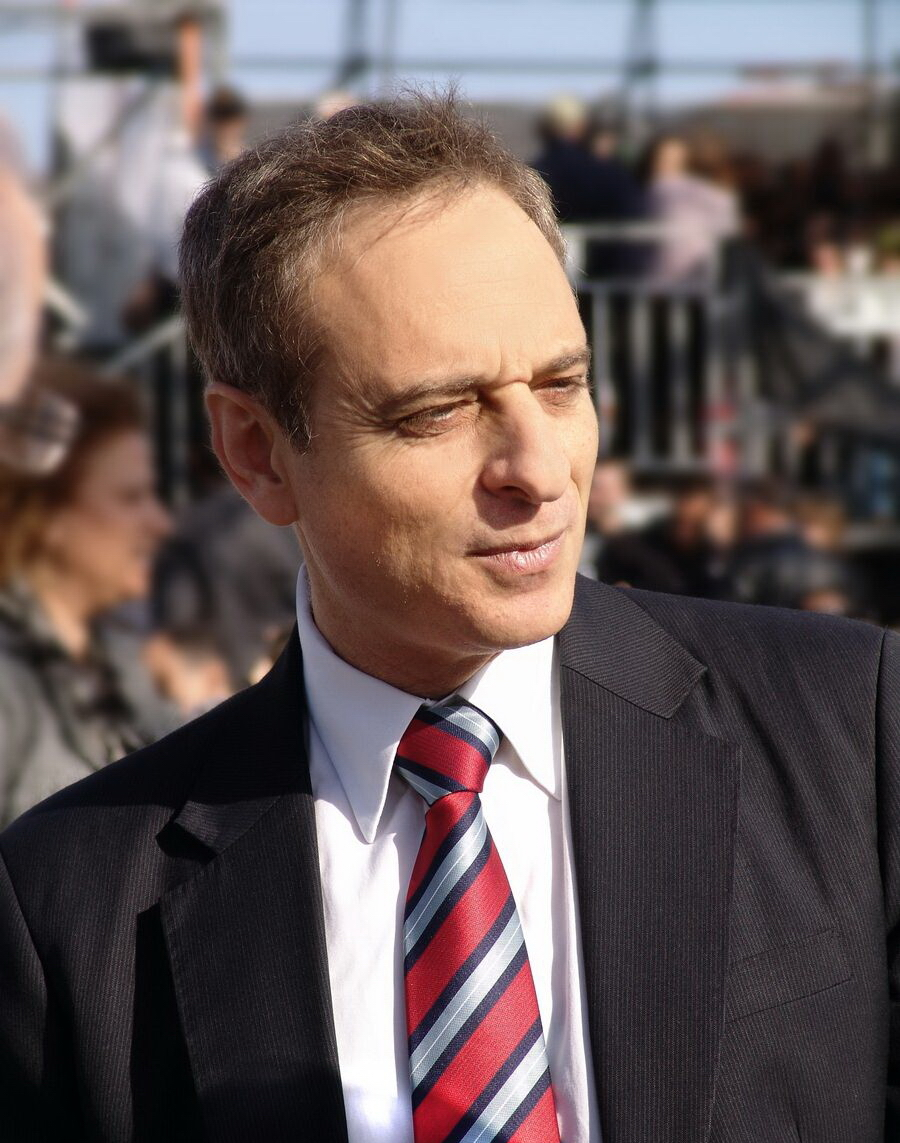
Eliʿezer Sandberg

Eliʿezer Sandberg (אֱלִיעֶזֶר זַנְדְבֶּרְג; * 21. Februar 1962 in Haifa) ist ein ehemaliger israelischer Politiker.

## Leben
Sandberg studierte an der Universität Tel Aviv Rechtswissenschaften und war von 2003 bis 2004 Minister für Wissenschaft und Technik und im Jahre 2004 Minister für Nationale Infrastruktur.